# Finis Bellis
La Finis Belli (in latino Fine della guerra) fu un man-of-war corazzato impiegato dai ribelli olandesi durante l'Assedio di Anversa (1585), tra i primi esempi di navi corazzate. Talvolta è indicata col nome spagnolo o con quello francese, rispettivamente Fin de la Guerra e Fin de la Guerre.

## Storia
La nave aveva l'aspetto di un'enorme piattaforma galleggiante, con un cassero centrale presidiato da numerose armi da fuoco e da un migliaio di moschettieri.
Secondo alcune fonti, la nave era corazzata con spesse lastre di ferro.
Gli olandesi nutrivano forti speranza che la sua costruzione avrebbe cambiato le sorti dell'assedio, da qui il nome della nave. Una volta in azione, tuttavia, la nave si rivelò troppo pesante per i corsi d'acqua poco profondi e ben presto si arenò, spingendo alcuni osservatori spagnoli a soprannominarla beffardamente Los gastos perdidos (La spesa perduta).
La Finis Belli fu disincagliata e tentò un'ultima sortita, ma senza successo. Il 17 agosto 1585 Anversa cadde in mani spagnole.